# Jason Blum
Jason Ferus Blum (Los Angeles, 20 febbraio 1969) è un produttore cinematografico statunitense.
Blum è il fondatore e amministratore delegato della Blumhouse Productions, una compagnia specializzata nella produzione di film horror a basso budget. Ha vinto nel 2014 un Emmy Award per la produzione del film TV The Normal Heart, ed è stato nominato tre volte all'Oscar al miglior film: per la produzione di Whiplash, di Scappa - Get Out e di BlacKkKlansman.

## Biografia
Blum è nato a Los Angeles, California, il figlio di Shirley Neilsen, una professoressa d'arte, e di Irving Blum, un mercante d'arte indipendente.  Ha iniziato a lavorare come venditore porta a porta e agente immobiliare. Il suo primo film prodotto è stato Scalciando e strillando di Noah Baumbach, che è stato suo compagno di stanza al college. Mentre cercava finanziamenti per il film ottiene un lavoro per la società di New York Arrow Entertainment. La sua famiglia conosceva Steve Martin, così Blum inviò all'attore una copia della sceneggiatura. Martin approvò la sceneggiatura e Blum allegò la lettera di risposta alla sceneggiatura, che venne consegnata a diversi dirigenti di Hollywood.
Blum ha lavorato per Bob e Harvey Weinstein come produttore esecutivo e successivamente produttore indipendente per la Warner Bros. Inoltre ha lavorato come direttore di produzione per la Malaparte, una compagnia teatrale no-profit fondata da un gruppo di attori, tra cui Ethan Hawke e Steve Zahn. Nel 2000 fonda la Blumhouse Productions, una casa di produzione specializzata in film a basso costo.
Alcuni dei film prodotti da Blum sono stati altamente redditizi. Il film horror Paranormal Activity è stato prodotto con un budget 15.000 dollari e ha guadagnato quasi 200 milioni di dollari. Blum ha anche prodotto i film horror Insidious (2010), Sinister (2012) e La notte del giudizio (2013), ognuno dei quali è diventato un potenziale franchise. Nel 2014 ha lavorato come produttore esecutivo del film per la televisione The Normal Heart, che ha vinto un Emmy per il miglior film TV, e il film drammatico Whiplash, che è stato candidato all'Oscar al miglior film.

## Vita privata
Dal 14 luglio 2012 Blum è sposato con la giornalista Lauren A.E. Schuker.

## Filmografia
- Scalciando e strillando (Kicking and Screaming), regia di Noah Baumbach (1995)
- Hamlet 2000 (Hamlet), regia di Michael Almereyda (2000)
- Gli occhi della vita (Hysterical Blindness) – film TV, regia di Mira Nair (2002)
- Le avventure di Pollicino e Pollicina (The Adventures of Tom Thumb & Thumbelina) (2002)
- Easy Six - Gioco proibito (Easy Six), regia di Chris Iovenko (2003)
- The Fever, regia di Carlo Gabriel Nero (2004)
- Griffin & Phoenix, regia di Ed Stone (2006)
- The Darwin Awards - Suicidi accidentali per menti poco evolute (The Darwin Awards) (2006)
- Graduation, regia di Michael Mayer (2007)
- Paranormal Activity, regia di Oren Peli (2007)
- Un marito di troppo (The Accidental Husband), regia di Griffin Dunne (2008)
- The Reader - A voce alta (The Reader), regia di Stephen Daldry
- L'acchiappadenti (Tooth Fairy), regia di Michael Lembeck (2010)
- Insidious, regia di James Wan (2010)
- Paranormal Activity 2, regia di Tod Williams (2010)
- The FP, regia di Brandon Trost e Jason Trost (2011)
- Paranormal Activity 3, regia di Henry Joost e Ariel Schulman (2011)
- Sinister, regia di Scott Derrickson (2012)
- The River – serie TV, 8 episodi (2012)
- Provetta d'amore (The Babymakers), regia di Jay Chandrasekhar (2012)
- Lawless, regia di John Hillcoat (2012)
- Le streghe di Salem (The Lords of Salem), regia di Rob Zombie (2012)
- The Bay, regia di Barry Levinson (2012)
- Paranormal Activity 4, regia di Henry Joost e Ariel Schulman (2012)
- Dark Skies - Oscure presenze (Dark Skies), regia di Scott Stewart (2013)
- La notte del giudizio (The Purge), regia di James DeMonaco (2013)
- Plush, regia di Catherine Hardwicke (2013)
- Oltre i confini del male: Insidious 2 (Insidious: Chapter 2), regia di James Wan (2013)
- Oculus - Il riflesso del male (Oculus), regia di Mike Flanagan (2013)
- Best Night Ever, regia di Jason Friedberg e Aaron Seltzer (2013)
- Il segnato (Paranormal Activity: The Marked Ones), regia di Christopher B. Landon (2014)
- Whiplash, regia di Damien Chazelle (2014)
- 13 Sins, regia di Daniel Stamm (2014)
- Creep, regia di Patrick Brice (2014)
- Senza uscita (Not Safe for Work), regia di Joe Johnston (2014)
- The Normal Heart – film TV, regia di Ryan Murphy (2014)
- The Town That Dreaded Sundown, regia di Alfonso Gomez-Rejon (2014)
- Oscure presenze (Jessabelle), regia di Kevin Greutert (2014)
- Ouija, regia di Stiles White (2014)
- Stretch - Guida o muori (Stretch), regia di Joe Carnahan (2014)
- Anarchia - La notte del giudizio (The Purge: Anarchy), regia di James DeMonaco (2014)
- Mockingbird, regia di Bryan Bertino (2014)
- Mercy, regia di Peter Cornwell (2014)
- Ascension – miniserie TV (2014)
- Il ragazzo della porta accanto (The Boy Next Door), regia di Rob Cohen (2015)
- The Lazarus Effect, regia di David Gelb (2015)
- Regali da uno sconosciuto - The Gift (The Gift), regia di Joel Edgerton (2015)
- Insidious 3 - L'inizio (Insidious: Chapter 3), regia di Leigh Whannell (2015)
- The Gallows - L'esecuzione (The Gallows), regia di Travis Cluff e Chris Lofing (2015)
- Area 51, regia di Oren Peli (2015)
- Curve - Insidia mortale (Curve), regia di Iain Softley (2015)
- Sinister 2, regia di Ciaran Foy (2015)
- The Visit, regia di M. Night Shyamalan (2015)
- Jem e le Holograms (Jem & the Holograms), regia di Jon M. Chu (2015)
- The Jinx - La vita e le morti di Robert Durst (The Jinx: The Life and Deaths of Robert Durst) – miniserie TV (2015)
- Il terrore del silenzio (Hush), regia di Mike Flanagan (2016)
- Incarnate - Non potrai nasconderti (Incarnate), regia di Brad Peyton (2016)
- Verità sepolte (The Veil), regia di Phil Joanou (2016)
- Nella valle della violenza (In a Valley of Violence), regia di Ti West (2016)
- The Darkness, regia di Greg McLean (2016)
- La notte del giudizio - Election Year (The Purge: Election Year), regia di James DeMonaco (2016)
- The Belko Experiment, regia di Greg McLean (2016)
- Ouija - L'origine del male ( Ouija: Origin of Evil), regia di Mike Flanagan (2016)
- Split, regia di M. Night Shyamalan (2016)
- Scappa - Get Out (Get Out), regia di Jordan Peele (2017)
- Auguri per la tua morte (Happy Death Day), regia di Christopher Landon (2017)
- Amityville - Il risveglio (Amityville: The Awakening), regia di Franck Khalfoun (2017)
- Insidious - L'ultima chiave (Insidious: The Last Key), regia di Adam Robitel (2018)
- Obbligo o verità (Truth or Dare), regia di Jeff Wadlow (2018)
- La prima notte del giudizio (The First Purge), regia di Gerard McMurray (2018)
- BlacKkKlansman, regia di Spike Lee (2018)
- Upgrade, regia di Leigh Whannell (2018)
- Sharp Objects – miniserie TV (2018)
- Rapina a Stoccolma (Stockholm), regia di Robert Budreau (2018)
- Glass, regia di M. Night Shyamalan (2019)
- Ancora auguri per la tua morte (Happy Death Day 2U), regia di Christopher Landon (2019)
- Noi (Us), regia di Jordan Peele (2019)
- Ma, regia di Tate Taylor (2019)
- Black Christmas, regia di Sophia Takal (2019)
- L'uomo invisibile (The Invisible Man), regia di Leigh Whannell (2020)
- Fantasy Island, regia di Jeff Wadlow (2020)
- The Hunt, regia di Craig Zobel (2020)
- Ve ne dovevate andare (You Should Have Left), regia di David Koepp (2020)
- The Good Lord Bird – miniserie TV (2020)
- Il rito delle streghe (The Craft: Legacy), regia di Zoe Lister-Jones (2020)
- Halloween Kills, regia di David Gordon Green (2021)
- La notte del giudizio per sempre (The Forever Purge), regia di Everardo Gout (2021)
- Black Phone (The Black Phone), regia di Scott Derrickson (2021)
- La casa nella palude (A House on the Bayou), regia di Alex McAulay – film TV (2021)
- They/Them, regia di John Logan (2022)
- Megan, regia di Gerard Johnstone (2023)
- L'esorcista - Il credente (The Exorcist: Believer), regia di David Gordon Green (2023)
- Five Nights at Freddy's, regia di Emma Tammi (2023)
- Imaginary, regia di Jeff Wadlow (2024)
- Speak No Evil - Non parlare con gli sconosciuti (Speak No Evil), regia di James Watkins (2024)
- Wolf Man, regia di Leigh Whannell (2025)
- The Bondsman – serie TV (2025)